# Tisífone
Tisífone  (em grego clássico: Τισιφόνη), na mitologia grega, era uma das três erínias. É a vingadora dos assassinatos (patricídio, fratricídio, homicídio). É a erínia que açoita os culpados e enlouquece-os até a morte.
Há duas versões sobre a origem da erínias, a mais popular diz que as irmãs surgiram a partir das gotas de sangue de Urano, quando foi castrado por Cronos. Outra, atribui as erínias como filhas de Hades e Perséfone, colocando-as também em um papel de punição dentro do próprio tártaro, versão atribuída a Divina Comédia.